# Nuragi
Nuragi (italijansko nuraghi v množini, logudorsko sardinsko nuraghes, kampidansko sardinsko nuraxis) so glavna vrsta starodavnih megalitskih zgradb na Sardiniji, razvitih v nuraški dobi  med 1900 in 730 pr. n. št. , danes pa so simbol Sardinije in njene značilne nuraške kulture. Nuragi so obrambni stolpi, trdnjave stožčaste oblike, narejene iz kamnitih blokov megalitskih mer brez veziva, 2- do 3-nadstropni prostori, prekriti s kamnitim svodom.
Našli so jih več kot 7000, čeprav arheologi verjamejo, da jih je bilo sprva še veliko več.

## Etimologija
Po oxfordskem angleškem slovarju je etimologija "negotova in sporna": "Beseda je morda povezana s sardinskim krajevnim imenom Nurra, Nurri, Nurru ter sardinskim nurra (kup kamenja, votline v zemlji)". Povezava s semitsko osnovo arabske besede nur (svetloba, požar itd.) je zdaj na splošno zavrnjena.  Latinska beseda murus (stena) je lahko povezana z njim , pa tudi stara italijanska beseda mora (grobni kup skal), kakor ga je imenoval Dante, ki ga je uporabljal v svoji komediji. Vendar pa je izpeljava: murus – * muraghe – nuraghe stvar razprave.
Etimološka teorija predlaga starodavni baskovski izvor v izrazu *nur (kamen) s skupnim –ak v množinski končnici.  Starodavna sardinska pripona ake je tudi v nekaterih indoevropskih jezikih, latinščini in grščini. Druga mogoča razlaga je, da je beseda nuragi prišla iz imena mitološkega junaka Norax, v tem primeru je koren *nur lahko priredba indoevropskega korena *nor. 

## Splošen opis
Značilni nuragi so na območjih, na katerih so živele prejšnje prazgodovinske sardinske kulture, niso daleč od aluvialnih ravnic (čeprav jih  je danes v ravninah malo, ker so bili uničeni zaradi človeških dejavnosti, kot so kmetijstvo, jezovi in druge) in imajo obliko prisekanega stožčastega stolpa, ki spominja na srednjeveški stolp (od zunaj) ali panj (od znotraj). Stene so sestavljene iz treh delov: 
- zunanji sloj je oblikovan kot stolp (nagnjen navznoter in izdelan iz številnih plasti kamnov, katerih velikost se zmanjšuje z višino: nižji sloji so sestavljeni iz neoblikovanih kamnov, medtem ko so zgornje plasti zidane iz klesanih kamnov),
- notranja plast je narejena iz manjših kamnov (da je nastala kroglasta oblika kupole, imenovana tolos, najpogosteje se je uporabljal klesanec) in
- vmesni sloj iz zelo majhnih koščkov in odpadkov, kar naredi celotno konstrukcijo zelo čvrsto.

Stoji samo zaradi teže kamnov, od katerih lahko vsak tehta več ton. Nekateri nuragi so približno 20 metrov visoki. Spiralne kamnite stopnice so bile zgrajene med debelimi zidovi in vodijo do zgornjega nadstropja (če obstaja) in/ali na teraso.
Danes jih je na Sardiniji še vedno manj kot 7000, čeprav je bilo sprva veliko več. Najbolj so razširjeni v severozahodnih in južnih osrednjih delih otoka. 

## Kulturni pomen
Nuragi ima hodnik ali sistem hodnikov. Nekateri pisci menijo, da so nekateri nekoliko starejši nuragi neznačilni in so se verjetno uporabljali za različne namene. Zgrajeni so bili sredi bronaste dobe (18.–15. stoletje pr. n. št.) in pozni bronasti dobi. To jasno izključuje morebitno kulturno povezanost s kasnejšimi stolpi, kot je škotski broch (okrogel stolp) (datirani v glavnem v 1. stoletje pr. n. št. in n. št.). Trditvi, da so morda povezani z najdbami v Ahvatu  v Izraelu, odločno nasprotujejo; te so datirane v 12. ali 11. stoletja pred našim štetjem. Edine stavbe, ki jih povezujejo z nuragi, so torri (stolpi) na Korziki.
Proučevalec sardinske prazgodovine in etruščanske zgodovine Massimo Pallottino meni, da je nuraška arhitektura najnaprednejša od vseh v zahodnem Sredozemlju v tem obdobju, tudi naprednejša od arhitekture v regijah Magne Graecie.  Od 7000 znanih nuragov so bili le redki znanstveno izkopani. Veliko kulturnih značilnosti in vrednot so podedovali Etruščani in Rimljani.

## Vloga
Ne vemo, kakšna je bila njihova vloga: lahko bi bili verski templji, navadna stanovanja, rezidence vladarjev, vojaške utrdbe, dvorane za sestanke ali kombinacija vsega. Nekateri so na strateških krajih, na primer na hribu, od koder bi lahko nadzirali pomembnejše dele. Lahko bi bili nekaj med "statusnim simbolom" in "pasivno obrambo" stavbe, kar naj bi odvračalo morebitne sovražnike.
Nuragi bi lahko bili tudi "državni" simbol nuraške kulture.  Majhne so pogosto izkopali pri verskih objektih (na primer v labirintu templja na arheološkem najdišču Su Romanzesu v občini Bitti v osrednji Sardiniji). Morda jim samo pripisujemo bogastvo ali moč, lahko so samo označevali lastnino območja. Nedavne nepotrjene teorije nakazujejo, da so bila sardinska mesta neodvisni subjekti (kot so mestne države v zemljepisnem smislu), ki so sklepala povezave in so gradili nurage zato, da bi označevali razdelitev ozemlja med zveznimi enotami.
Leta 2002 sta Juan Belmonte in Mauro Zedda izmerila orientacijo vhoda (odklon in azimut) 272 preprostih nuragov in osrednjih stolpov iz 180 kompleksov. Podatki razkrivajo jasne vrhove, ki ustrezajo usmeritvi na sončni vzhod ob zimskem solsticiju in Luno na njenem jugu v naraščajoči fazi. Te smeri so ostale stalne v zgodovini nuragov.  Najpogostejši odklon je pokazal okoli –43 ° za starejše nurage in samo –45 ½ ° za poznejše. Zedda je menil, da je verjetno ciljna zvezda Alfa Kentavra. 

## Pomembni nuragi
Nuragi so vpisani na Unescov seznam svetovne dediščine. Su Nuraxi pri Baruminiju, na jugu otoka, je bil izbran in predstavlja celotno nuraško dediščino, vendar je le eden najvišjih in najbolj zapletenih na območju Santu Antine v bližini Torralbe na severu Sardinije. Drugi znani nuragi so blizu Alghera (Palmavera), Macomerja, Abbasante (Losa), Orrolija (nurag Arrubiu) in Villanovaforruja.